# Саборський палац
Саборський палац (хорв. Saborska palača, також відомий як будівля Хорватського Сабора, хорв. Zgrada Hrvatskog sabora) — палац на площі Святого Марка у столиці Хорватії Загребі,  є резиденцією (осідком) та місцем проведення зібрань парламенту Хорватії.